# Danker Jan Oreel (illustrator)
Danker Jan Oreel (Breda, 17 april 1962) is een Nederlands striptekenaar en illustrator. 
Danker Jan Oreel studeerde aan de Akademie voor Kunst en Vormgeving St. Joost. Daarna werkte hij vier jaar op de illustratieafdeling van een reclamebureau in Goes. Naast advertentie- boek- en tijdschriftillustraties maakt Oreel ook karikaturen, portretten en posters. Sinds 1990 is hij freelance kunstenaar.
In 1984 illustreerde Oreel zijn eerste boek, een klein gedichtenbundeltje, drie jaar later een eerste stripboek. Opdrachtgever was de toenmalige stripwinkel Leo in Goes. In de jaren 90 van de 20e eeuw illustreerde hij een aantal boeken voor uitgeverij Uniepers, waaronder Verkade-albums, Dagvlinders van de lage landen en Natuurlijk in de tuin. Dit laatste boek werd vertaald in het Engels, Duits, Frans en Italiaans.
In 2000 werd het avontuur van de Noepies uitgebracht als opvolger van Flipje Tiel. Een jaar later beleefden de Noepies hun laatste avontuur.
In 2010 publiceerde het tijdschrift Eppo het verhaal De koffers van Raz Fadraz, geschreven door Henk Kuijpers. Het idee voor het werk ontstond al eind jaren tachtig van de 20e eeuw. De strip is ook in het Duits en Frans vertaald.
In 2012 is samen met Henk Wittenberg Brabant daar brandt nog licht ontstaan. Hier beleven Maarten en Eefje de geschiedenis van Noord-Brabant op reis.
In 2013 verscheen de strip De Banneling van Tobago. Deze werd  gemaakt samen met René Verhulst, de burgemeester van Goes. De strip gaat over Lucas Pol, die in Vlissingen werd geboren, fortuin maakte als planter in Tobago en terugkeerde naar Zeeland. Het verhaal is gebaseerd op echte mensen en gebeurtenissen.
In 2018 verscheen de strip Tel Israel. In 2017 werd Oreel door de Israëlische ambassade in Den Haag gevraagd om ter gelegenheid van het 70-jarig bestaan van de staat Israël een strip te tekenen. André Diepenbroek schreef het scenario. De tijdlijnen in het stripboek zorgen voor een goed historisch overzicht. 

## Overige werken (selectie)
- Rolling Stones (strip)
- De geschiedenis van Goes
- Zeeland, van Nehalennia tot Westerscheldetunnel (2010, auteur en historicus Jan Zwemer. Vertaald in het Duits, titel Zeeland von Damals bis Heute.
- Zeeuwen door de eeuwen (2011, auteur: Dorothe Tempelman),
- Zeeuws voor beginners (2012, auteur: Jan Zwemer),
- de Banneling van Tobago (2013, auteur: René Verhulst),
- 1295, de slag om Baarland (2014, auteur: Dorothé Tempelman-Venselaar)
- Publiek geheim
- De avonturen van Hel
- Kapelle in strip | De Canon van Kapelle (Auteurs: Frank Jonker, Jan J.B. Kuipers)
- Kiekendief (auteur: Tom Eyzenbach) Aquarellen van planten en dieren
- Striphelden versus corona stripalbum (2020)

### Kinderboeken
- Een ordeloze bende : het New York van Pieter Stuyvesant (2008, auteur: Mariska Hammerstein)
- In verzet : Hannie Schaft strijdt tegen de Duitse bezetter (2009, auteur: Sunny Jansen)
- Rood kleurde de rivier (2010)
- Muiterij en schipbreuk : de tijd van regenten en vorsten 1600-1700 (2011, auteur:Sunny Jansen)
- Twee gouden ringen : de tijd van pruiken en revoluties 1700-1800 (2012, auteur: Anneriek van Heugten)
- Op zoek naar Zeeland (2014, auteur: Peter de Jonge)
- prentenboek Op zoek naar Zeeland (2014) en het vervolg Verder op zoek naar Zeeland (2016)
- Ridders van Gelre - Ons verloren hertogdom  (2019, auteurs: René Arendsen)

## Prijzen en nominaties
- Dialectprijs, De Zachte G 2015[1]